# Gary (Band)
Gary ist eine deutsche Indie-Rock-Band um den Sänger und Schauspieler Robert Stadlober.

## Geschichte
Stadlober gründete die Band 2000 gemeinsam mit ein paar Freunden. Die Mitglieder wechselten zu Beginn häufiger, doch schon früh stießen der heutige Schlagzeuger Rasmus Engler, der u. a. auch in den Bands Herrenmagazin und Das Bierbeben aktiv ist und der Schauspieler David Winter zur Band. Nach einem ersten kleineren Erfolg mit der Single Green Trees verließ Winter die Band 2001 wieder. Weitere Mitglieder in der Folgezeit waren Kai Gabriel (Janka) und Johanna Laute (Die Grätenkinder, Flo Fernandez) bis schließlich mit Astrid Noventa und Daniel Moheit die heutige Besetzung gefunden wurde.
2002 erschien das erste Album der Band mit dem Titel The Lonely Cnorve Machine. Für die Aufnahmen nahm die Band keines der Angebote verschiedener Plattenfirmen an, die das Album aufgrund der Bekanntheit Stadlobers veröffentlichen wollten, sondern bewarben sich selbst mit einem Demotape bei dem Label Zomba Records, das der Band schließlich einen Vertrag anbot. Außer einigen Sampler-Beiträgen hörte man in der Folgezeit wenig von der Band, die in den folgenden Jahren mit wechselnden Mitgliedern einige Konzerte absolvierte.
Erst 2010 erschien das zweite Album One Last Hurrah for the Lost Beards of Pompeji bei Stadlobers eigenem Label Siluh Records. Es folgten Videodrehs zu den Titeln Leave Me und Will You und zahlreiche Auftritte. Im März 2012 wurde das dritte Album Hey Turtle, Stop Running! veröffentlicht.

## Diskografie

### Alben
- 2002: The Lonely Cnorve Machine
- 2010: One Last Hurrah for the Lost Beards of Pompeji
- 2012: Hey Turtle, Stop Running!

### Singles
- 2001: Green Trees
- 2002: December Son